# Relativitat Galileana

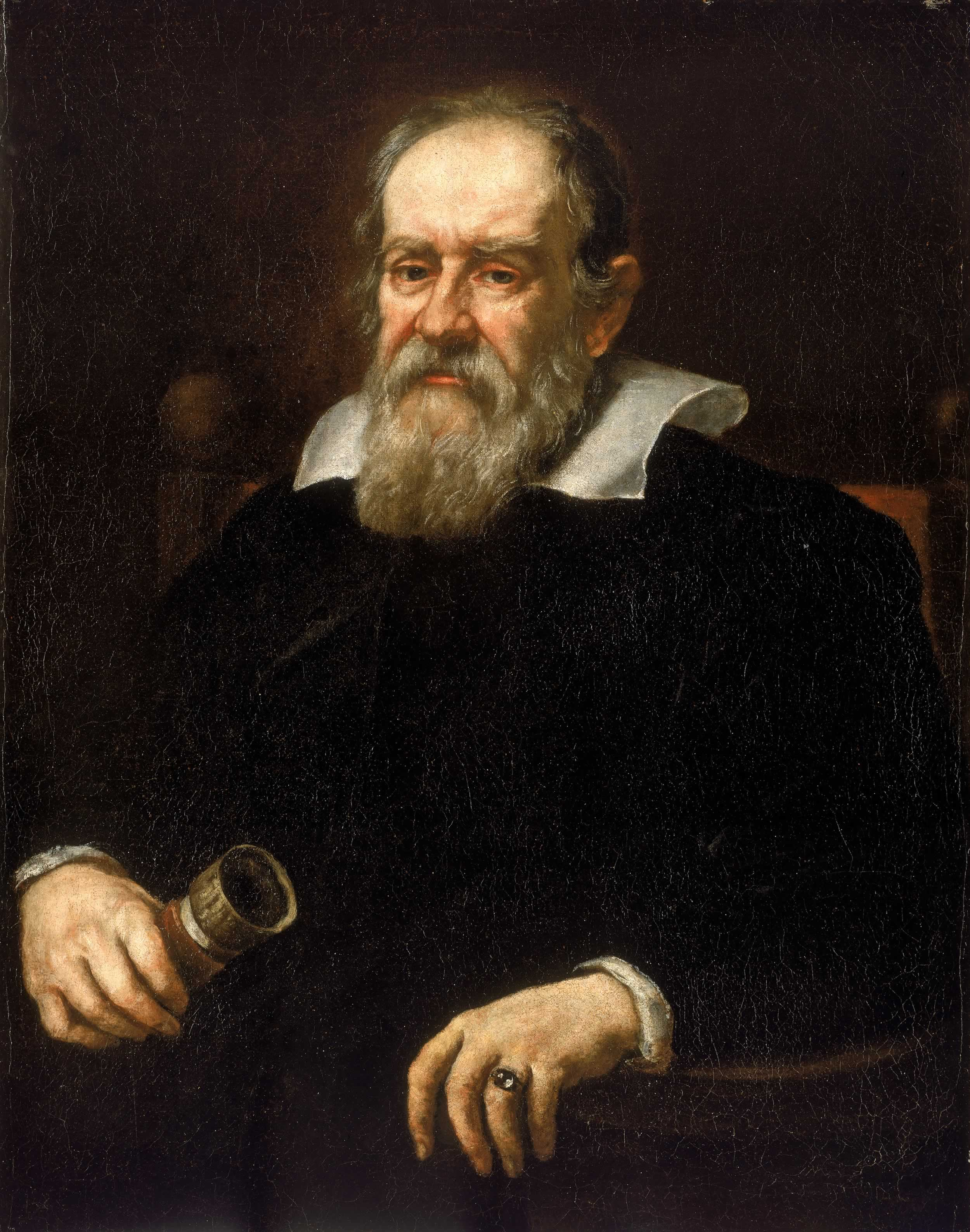
Galileo Galilei

La relativitat Galileana és un principi segons el qual «dos sistemes de referència en moviment relatiu de translació rectilínia uniforme són equivalents des del punt de vista mecànic; és a dir, els experiments mecànics es desenvolupen de la mateixa manera en tots dos, i les lleis de la mecànica són les mateixes». Les lleis de la física són iguals en tots els sistemes de referència inercials. Aquesta idea va ser originalment presentada per Galileo Galilei al seu llibre Dialogo Sopra i Due Massimi Sistemi del Mondo (1632).
Un dels exemples de Galileo per explicar la seva teoria va ser imaginar un vaixell que viatjava a una velocitat constant i en un mar tranquil. Si fem experiments mecànics dins del vaixell —com ara fer oscil·lar un pèndol—, a partir dels resultats que obtinguem, no podrem saber si ens estem movent o no. És a dir, dos observadors movent-se a una velocitat i direcció constants respecte l'altre obtindran els mateixos resultats en tots els experiments mecànics.
El terme ‘invariància Galileana’ sol referir a aquest principi aplicat a la mecànica newtoniana, en la qual les longituds i temps no són afectats pel canvi en la velocitat, la qual cosa és descrit matemàticament per una transformació Galileana.

## Context: Mecànica Clàssica
Per començar, en aquest apartat s'expliquen alguns conceptes claus de Mecànica Clàssica per facilitar la comprensió del tema que es tractarà.
- Partícula: Cos que, al descriure'l, només ens és rellevant la seva posició; altres propietats com ara la massa, temperatura o estructura interna ens són irrellevants. En aquest article, quan parlem de partícula ens podem referir a qualsevol tipus d' objecte físic com ara un cotxe, animal, electró o planeta.[2]

La Mecànica Clàssica estudia el moviment i les seves propietats—posició, temps, velocitat, acceleració—de les partícules. Per fer-ho, és molt important establir un sistema de referència — perspectiva des d' on es mesuren diferents magnituds del moviment d'una partícula. Un sistema de referència està format per dos elements:
1. Eixos Cartesians: Ens ajuden a determinar la posició d'una partícula.
2. Rellotge: Mesura el temps

Els sistemes de referència són molt importants, ja que condicionen el moviment d'un cos. Per exemple, si un home camina davant d'un cotxe, es pot veure aquest moviment des de molts Sistemes de Referència. Per exemple, si la persona és el sistema de referència, el cotxe s' estarà movent i la persona estarà en repòs. En canvi, si ho és el cotxe, aquest estarà en repòs i serà l'individu qui es mourà. 
Bàsicament, hi ha dos tipus de sistema de referència: 
- Sistema de referència inercial: Sistema de referència que no està accelerant.

- Sistema de referència no inercial: Sistema de referència que està accelerant.

## Postulacions de la Relativitat Galileana
1. Les lleis de la física són iguals en tots els sistemes de referència inercials.
2. El temps és universal.
3. L'espai és absolut.
4. Les dimensions d'un cos i les distàncies entre qualsevol parella de punts són universals.
5. Per transportar una acció o vector d'un sistema de referència a un altre, s' utilitza una transformació Galileana.

## Transformacions Galileanes
Article principal: Transformació de Galileu
- Definició: Acció matemàtica utilitzada per transformar una acció o partícula desde un sistema de referència inercial cap a un altre.[3]

### Fórmules de les transformacions Galileanes per a la posició
Imagina que hi ha una persona en repòs situada en una carretera. Per a aquest experiment, es definiran dos sistemes de referència: el sistema de referència R serà la carretera i R'la persona. 
A t = 0, com ja s'ha dit, la persona no s'està movent. En aquest moment, els dos sistemes de referència estan exactament al mateix lloc, és a dir, estan superimposats. 

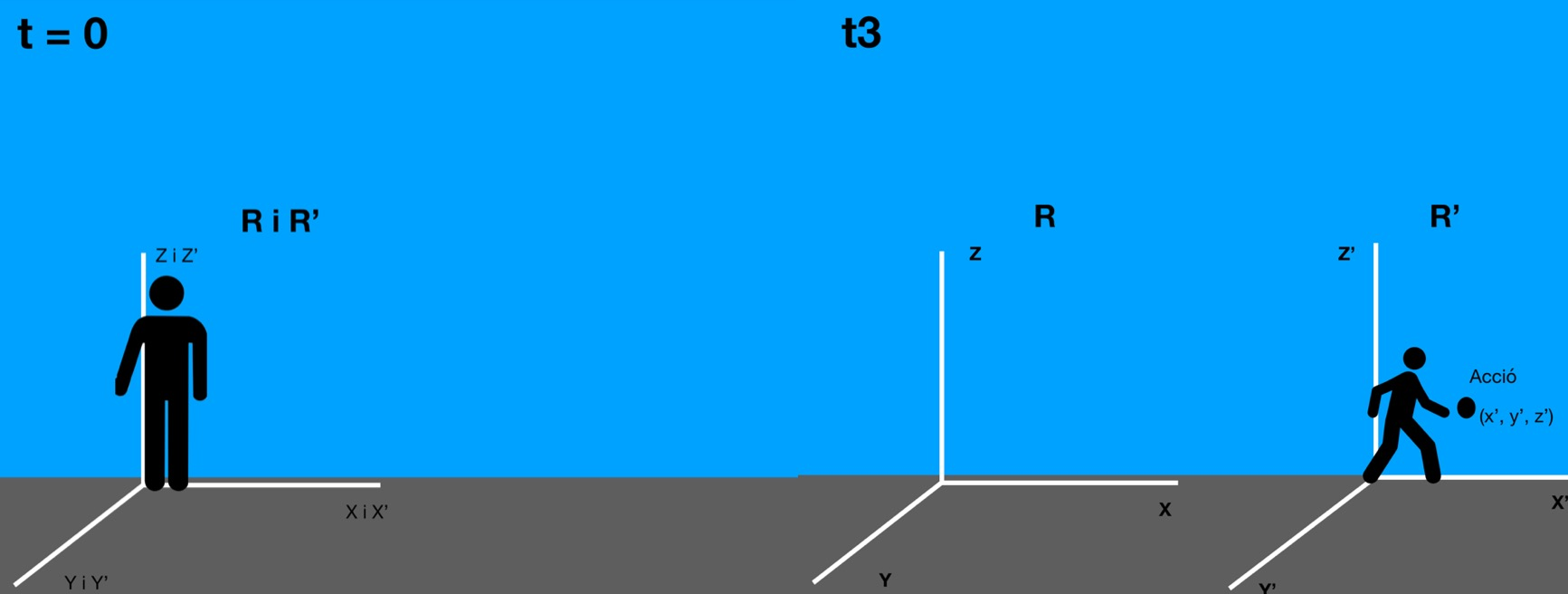
Sistemes de referència R i R'

Passen uns quants segons i a t2 la persona comença a caminar cap a la dreta. Per tant, el sistema de referència R es queda intacte—amb respecte a R’—, però R'es mou horitzontalement cap a la dreta. 
A t3, treu el seu mòbil. Aquesta acció la representem a R'amb el punt (x2, y2, z2). La tasca d'una transformació Galileana és representar la mateixa acció, però en l'altre sistema de referència R. 
Com es fa? Utilitzant unes quantes fórmules. Primer de tot, s'ha de tenir en compte que quan R's'ha mogut amb respecte a R, s'ha mogut horitzontalement, i per això l'únic eix que canviarà de posició és l'x. Els altres eixos no variaran i, per tant, es pot escriure que: 
{\displaystyle y=y'}
{\displaystyle z=z'}
El temps és absolut, per tant:
{\displaystyle t=t'}
Després, la fórmula per transportar la posició de l'acció o partícula en l'eix x a un altre sistema de referència és:
{\displaystyle x=vt'+x'}
On {\displaystyle v} és la velocitat de R'relativament a R.

### Fórmules de les transformacions Galileanes per a la velocitat

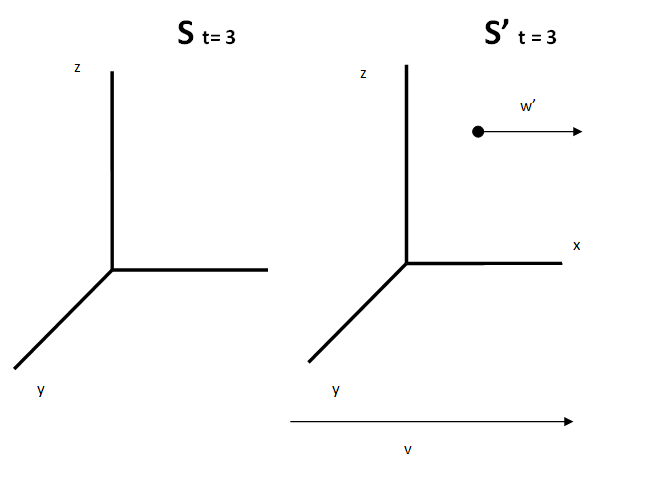
Sistemes de referència S i S'

En la secció anterior s' ha explicat com podem transportar la posició d'una acció o partícula. Si aquesta partícula s'està movent, s'utilitzen unes fórmules diferents a les que es van exposar a l'apartat anterior. Hi han dos sistemes de referència: S i S'. A t = 0 ambdós sistemes de referència estan al mateix lloc. Però a t = 3, amb respecte a S, S' comença a moure's cap a la dreta amb velocitat v. Hi ha una partícula P que es mou amb una velocitat w' amb respecte a S'. El vector w' tindrà tres components—x, y i z. Podem calcular el mòdul, en aquest cas velocitats, del vector w' :
{\displaystyle w'_{x}={\frac {dx'}{dt}}}
{\displaystyle w'_{y}={dy' \over dt}}
{\displaystyle w'_{z}={\frac {dz'}{dt}}}
A partir de les fórmules per calcular la velocitat en els tres components que té el nostre vector i les equacions que es van presentar a la secció 3.1, es pot deduir com transformar el vector w' del sistema de referència S al sistema de referència S' creant un nou vector w. Aquestes són les fórmules per calcular el mòdul per calcular el mòdul de cada component d'aquest nou vector:
{\displaystyle w_{x}={\frac {dx}{dt}}={\frac {d(x'+vt)}{dt}}={\frac {dx'}{dt}}+{\frac {d(vt)}{dt}}={\frac {dx'}{dt}}+{\frac {dx}{dt}}={\frac {dx'}{dt}}+v=w'_{x}+v}
{\displaystyle w_{y}={\frac {dy}{dt}}={\frac {dy'}{dt}}=w'_{y}}
{\displaystyle w_{z}={\frac {dz}{dt}}={\frac {dz'}{dt}}=w'_{z}}

## Relativitat Galileana i el teorema del treball i l'energia cinètica
El treball és el producte entre la força neta aplicada a un cos i la distància que recorre:
{\displaystyle W=Fd}
On {\displaystyle W} és el treball, {\displaystyle F} la força neta i {\displaystyle d} la distància.
D' altre banda, l'Energia Cinètica és la energia que té un cos pel sol fet de estar movent-se:
{\displaystyle K={\frac {1}{2}}mv^{2}}
On {\displaystyle K} és l'Energia Cinètica, {\displaystyle m} és la massa i {\displaystyle v} és la velocitat.
El teorema del Treball i l'Energia Cinètica unifica aquests dos conceptes:
{\displaystyle W=K_{f}+K_{i}}
On {\displaystyle K_{f}} és l'Energia Cinètica final i {\displaystyle K_{i}} l'Energia Cinètica inicial. En aquest apartat, aplicarem aquest teorema a la Relativitat Galileana.
Imagina que hi han dos sistemes de referència: S i S'. Amb respecte a S, S' es mou amb una velocitat constant v de 6m/s, cap a la dreta. Hi ha un cos, amb nom P, de massa 1kg que a t = 0 es mou amb S'. Després, comença a moure's horitzontalment amb una velocitat de 14m/s amb respecte a S'. A la velocitat de P, respecte S', l'anomenarem u'.
Quin és el treball que fa P? Per respondre aquesta pregunta, s' aplica el teorema del Treball i l' Energia Cinètica:
{\displaystyle W'={\frac {1}{2}}mu_{f}^{2}-{\frac {1}{2}}mu_{i}^{2}}
{\displaystyle W'=98J}
On {\displaystyle W'} es el treball que fa P respecte S'.
Ara, s' ha d'esbrinar a quina velocitat P es mou respecte S. A aquesta velocitat l'anomenarem u. Sabem que {\displaystyle u_{i}} és 6m/s, ja que P s'estava movent amb S'des de relativament a S.
Se sap que P, respecte a S', en un moment donat, comença a moure's a 14 m/s. Per saber quina era la velocitat de P en aquell moment respecte a S, s'ha de realitzar una transformació Galileana. Per fer-ho, aplicarem una de les fórmules que vàrem veure a la secció 3.2: 
{\displaystyle ux_{f}=u'x_{f}+v}
On ufx és la velocitat final de P respecte a S, u’fx la velocitat final de P respecte S'i v la velocitat de S'respecte S. Ara es posen els valors dins de la fórmula: 
{\displaystyle ux_{f}=20m/s}
Resumint, respecte S, la velocitat inicial de P és de 6 m/s i la velocitat final és de 20 m/s. Ara, amb aquestes dades es pot el treball que ha fet P respecte S: 
{\displaystyle W=K_{f}-K_{i}={\frac {1}{2}}\cdot m\cdot u_{f}^{2}-{\frac {1}{2}}\cdot m\cdot u_{f}^{2}}
{\displaystyle W=182J}
Per tant, la conclusió és que el treball que un cos ha realitzat també depèn del sistema de referència que es triï, ja que el Treball és una magnitud que depèn del moviment del cos. 
Si hi han dos sistemes de referència, S i S', la fórmula per transformar el treball fet per un cos de S'a S és: 
{\displaystyle W=W'+mu(v_{f}-v_{i})}
On: 
- {\displaystyle W} és el treball fet pel cos respecte S.
- {\displaystyle W'} és el treball que ha fet el mateix cos relativament a S'.
- {\displaystyle m} és la massa del cos.
- {\displaystyle u} és la velocitat de S'de referència relativament S.
- {\displaystyle v_{f}} és la velocitat final del cos respecte S.
- {\displaystyle v_{i}} és la velocitat inicial del cos respecte S

## Comparació amb la Teoria de la Relativitat Especial
James Clerk Maxwell, a mitjans de segle XIX, va publicar la seva teoria d'electromagnetisme. Una de les seves formulacions més importants era que la velocitat de la llum era la mateixa en tots els sistemes de referència. Es tractava clarament d'una contradicció a la relativitat Galileana. 

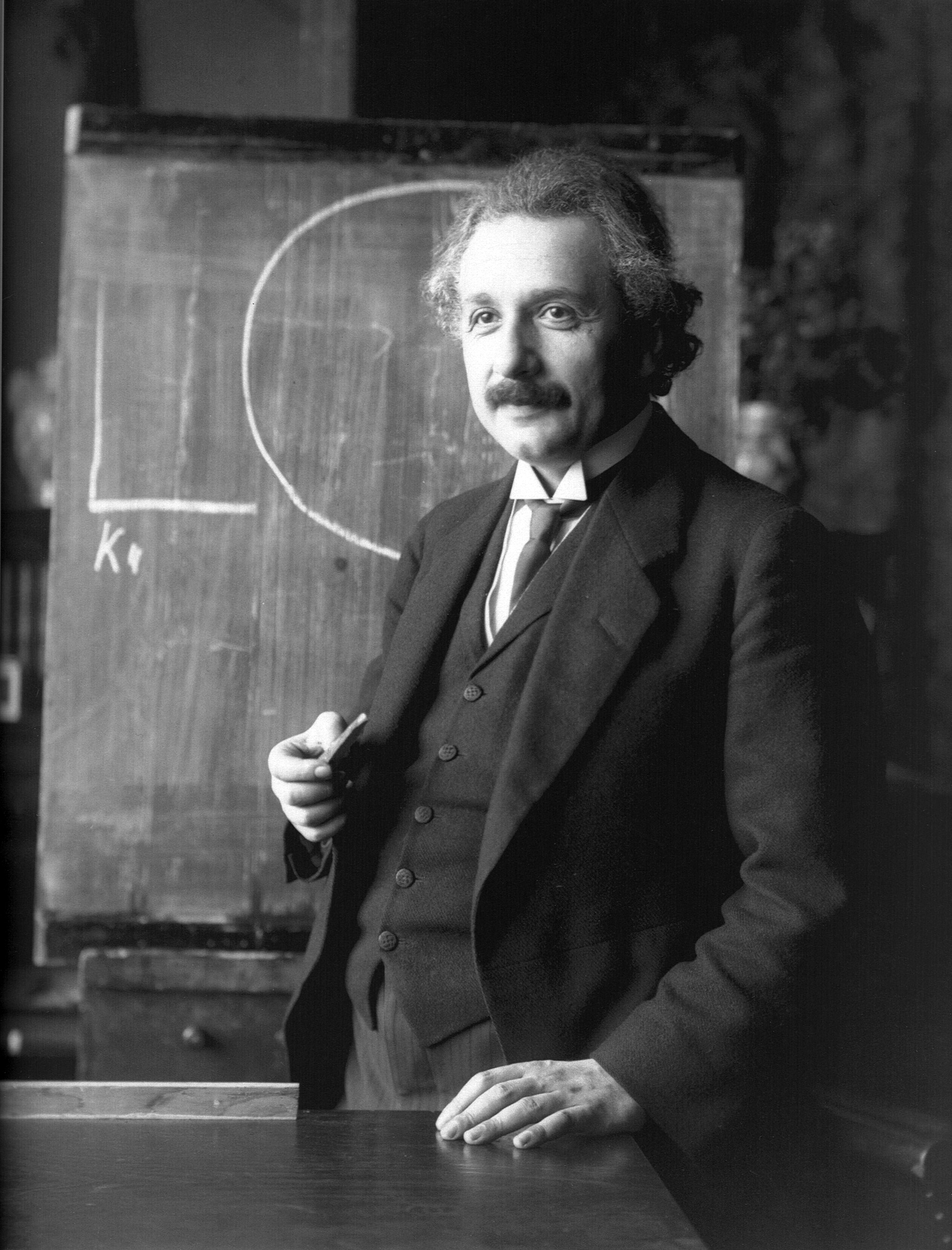
Albert Einstein

L'any 1905, Albert Einstein va publicar el principi de la relativitat especial, que resolia aquesta contradicció. Òbviament, les dues teories tenen moltes diferències. Les més importants s'il·lustren en aquesta taula:
| Criteri                 | Teoria de Galileu                                           | Teoria d' Einstein                        |
| ----------------------- | ----------------------------------------------------------- | ----------------------------------------- |
| Temps                   | Universal, el mateix per a tots els sistemes de referència. | Depèn del sistema de referència que triem |
| Espai                   | Absolut                                                     | No és universal.                          |
| Velocitat de la llum    | Depén del sistema de referència.                            | 299 792 458 m/s.                          |
| Mètode de transformació | Transformació Galileana                                     | Transformació de Lorentz.                 |

## Sistemes inercials
Els sistemes Inercials tenen una mecànica clàssica, la propietat en que es compleixen les lleis de Newton. Quan un sistema de referència se mou per amb velocitat uniforma respecta a un sistema inercial, es fa un nou sistema inercial, ja que en la invarància galileana també és compliran les lleis de Newton. També es pot anomenar relativitat galileana o relativitat newtoniana. En aquesta invariància el temps es considera absolut, el mateix per tot els sistemes. Per tant, en tot sistema de referència inercial es compleix que: F = ma.

## Treball, energia cinètica i quantitat de moviment
La distància recorreguda per un objecte quan se li aplica una força, depèn de el sistema de referència inercial i a la feina realitzada. Gràcies a la Lleis de Newton o a la Llei d'acció-reacció, sabem que hi ha una força de reacció, que funciona segons el sistema de referència inercial però en sentit contrari. El treball total fet és independent de sistema inercial. Corresponentment, l'energia cinètica d'un objecte, i fins i tot el canvi d'aquesta energia a causa d'un canvi en la velocitat, depèn de el sistema de referència inercial. L'energia cinètica total d'un sistema aïllat, també depèn de el sistema de referència inercial: és la suma de l'energia cinètica total de la quantitat de moviment del seu centre i l'energia cinètica total de la massa de l'objecte, si aquesta es concentra en el centre de masses. Gràcies a la conservació de la quantitat de moviment, aquest no canvia amb el temps, de manera que l'única cosa que canvia amb el temps d'energia cinètica total, no depèn de el sistema de referència inercial. Per contra, mentre que la quantitat de moviment d'un objecte depèn també de sistema de referència inercial, el seu canvi a causa d'un canvi en la velocitat no ho fa.